# 湯淺香織
湯淺香織（日语：湯浅 香織，1972年9月20日—），日本女性前配音員。出身於福岡縣。現在是自由身。O型血。

## 演出作品

### 電視動畫
1995年
- 神秘的世界
- 守護天使莉莉佳（森谷賞）

1996年
- 烏龍派出所（車內女性、女警）
- 水色時代（中河原暢子）
- 浪客劍心（小菖蒲）

1997年
- （女孩子、狐狸弟弟、PATA）

1998年
- 熱沙霸王甘達拉（日语：熱沙の覇王ガンダーラ）（斯卡尼）

### OVA
1995年
- 新海底軍艦（有坂剛〈幼少時期〉）

1996年
- 超人學園（日语：超人学園ゴウカイザー）
- 浪客劍心 追憶篇（小櫻）

### 電影動畫
1997年
- 浪客劍心：給維新志士的安魂曲（小菖蒲）

### 遊戲
1992年
- Can Can Bunny Premiere（江藤莉奈）

1996年

### 外語配音

#### 動畫
| 作品年份 | 作品名稱   | 配演角色    | 演員      | 媒介      |
| -------- | ---------- | ----------- | --------- | --------- |
| 1991     | 淘氣小兵兵 | 菲爾·戴維爾 | 凱絲·蘇西 | NHK BS2版 |

## 腳註

## 外部連結
- （日語）－WEB THE TELEVISION（日语：ザテレビジョン）
- （日語）
- 湯淺香織 （页面存档备份，存于） （日語）－KINENOTE
- 湯淺香織 （页面存档备份，存于） （日語）－oricon
- 湯淺香織 （页面存档备份，存于） （日語）－Movie Walker（日语：Movie Walker）
- 湯淺香織 （页面存档备份，存于） （日語）－電影.com（日语：映画.com）
- 湯淺香織 （页面存档备份，存于）（日語）－allcinema（日语：allcinema）
- 湯淺香織 （页面存档备份，存于） （日語）－日本電影資料庫